# Diaspidiotus labiatarum
Diaspidiotus labiatarum är en insektsart som först beskrevs av Élie Marchal 1909.  Diaspidiotus labiatarum ingår i släktet Diaspidiotus och familjen pansarsköldlöss. Inga underarter finns listade i Catalogue of Life.